# مهرنجان أتراك
مهرنجان أتراك (بالفارسية: مهرنجان اتراک) هي قرية تقع في البلدة المركزية في إيران. يقدر عدد سكانها بـ 1,640 نسمة .